# Fajdimos z Aleksandrii
Fajdimos z Aleksandrii (gr. Φαίδιμος) – starożytny grecki atleta pochodzący z Aleksandrii w Troadzie, olimpijczyk. Pierwszy zwycięzca olimpijski w pankrationie chłopców po wprowadzeniu tej konkurencji do programu starożytnych igrzysk, co miało miejsce w 200 roku p.n.e.